# Neroli Fairhall
Neroli Fairhall, née le 26 août 1944 à Christchurch et morte le 11 juin 2006 à Wellington, est une archère et athlète néo-zélandaise. 
Elle est la première personne paraplégique à se qualifier pour participer aux Jeux olympiques. Elle est également la première personne qualifiée pour les Jeux olympiques après avoir pris part aux Jeux paralympiques.

## Biographie
Jeune athlète, Neroli Susan Fairhall est paralysée des membres inférieurs à la suite d'un accident de moto à l'âge de 24 ans. Elle continue ses entraînements en athlétisme, s'adaptant désormais au handisport, en fauteuil roulant. Elle prend part à ses premiers Jeux paralympiques lors des Jeux de Heidelberg en 1972. Elle y concourt aux épreuves de slalom en fauteuil roulant, du sprint de 60 m, ainsi que du lancer de poids et du lancer de disque. Une onzième place au lancer de disque constitue son meilleur résultat à ces Jeux. Elle se tourne alors vers le tir à l'arc. Aux Jeux paralympiques d'été de 1980 à Arnhem, aux Pays-Bas, elle y obtient la médaille d'or.
Elle se qualifie pour les épreuves de tir à l'arc aux Jeux du Commonwealth de 1982, à Brisbane, où elle est en compétition exclusivement contre des athlètes valides. Elle y remporte là aussi la médaille d'or. Qualifiée également pour le tir à l'arc aux Jeux olympiques d'été de 1984, à Los Angeles, elle est la première athlète paraplégique aux Jeux olympiques, mais termine à une trente-cinquième place décevante. Elle ne participe pas aux Jeux paralympiques cette année-là, mais y retourne pour les Jeux paralympiques d'été de 1988 à Séoul. Elle y termine au pied du podium, à la quatrième place, ex aequo en termes de points avec l'Italienne Paola Fantato, médaillée de bronze. Elle revient une dernière fois aux Jeux paralympiques douze ans plus tard, aux Jeux de Sydney en 2000. Battue d'un point (134-135) en huitième de finale par la Tchèque Miroslava Cerna, elle doit se contenter d'une septième place ; Paola Fantato, qui avait participé à son tour aux Jeux olympiques en 1996, prend cette fois la médaille d'or. À la suite de ces Jeux, Neroli Fairhall devient entraîneuse.
Elle meurt le 11 juin 2006 à l'âge de 61 ans « d'une maladie liée à son handicap ».

## Palmarès

### Jeux paralympiques
- Jeux paralympiques de 2000 à Sydney (Australie) : 
  - 7e sur l'épreuve individuelle W1/W2
- Jeux paralympiques de 1988 à Séoul (Corée du Sud) :
  - 4e sur l'épreuve individuelle
- Jeux paralympiques de 1980 à Arnhem (Pays-Bas) :
  -  Médaille d'or en individuel

### Jeux olympiques d'été
- Jeux olympiques de 1984 à Los Angeles (États-Unis) : 35e en individuel

### Jeux du Commonwealth
- Jeux du Commonwealth de 1982 à Brisbane (Australie) :
  -  Médaille d'or en individuel

## Distinction
- Ordre de l'Empire britannique[6]